# Жан Вендлінг
Жан Вендлінг (фр. Jean Wendling, нар. 23 серпня 1934, Бішайм) — французький футболіст, що грав на позиції захисника.
Виступав, зокрема, за клуби «Страсбур» та «Реймс», а також національну збірну Франції.

## Клубна кар'єра
У дорослому футболі дебютував 1952 року виступами за команду «Страсбур», у якій провів п'ять сезонів, взявши участь у 92 матчах чемпіонату. 
Протягом 1957—1959 років захищав кольори клубу «Тулуза».
У 1959 році перейшов до клубу «Реймс», за який відіграв 6 сезонів. Більшість часу, проведеного у складі «Реймса», був основним гравцем захисту команди. Завершив професійну кар'єру футболіста виступами за команду «Реймс» у 1965 році.

## Виступи за збірну
У 1959 році дебютував в офіційних матчах у складі національної збірної Франції.
Загалом протягом кар'єри в національній команді, яка тривала 5 років, провів у її формі 26 матчів.

## Титули і досягнення
- Чемпіон Франції:

«Ніцца»:  1959–60, 1961–62
- Володар Суперкубка Франції:

«Реймс»:  1960